# Фатіма (фільм, 2015)
«Фатіма́» (фр. Fatima) — французький фільм-драма 2015 року, поставлений режисером Філіппом Фоконом. Прем'єрний показ стрічки відбувся 20 травня 2015 року в рамках Двотижневика режисерів на 68-му Каннському кінофестивалі. У грудні того ж року фільм отримав Приз Луї Деллюка як найкращий фільм року. У січні 2016-го стрічку було номіновано у 4-х категоріях на здобуття кінопремії «Сезар», у трьох з яких він отримав нагороди — за Найкращий фільм, Найперспективнішій акторці (Зіта Анро) та за Найкращий адаптований сценарій .

## Сюжет
У основі сюжету фільму — історія життя простої арабської іммігрантки Фатіми, що зіткнулася з проблемами побуту в новій для себе країні — Франції. Щоб прогодувати своїх доньок, Фатіма влаштовується на роботу прибиральницею. Старша донька, 18-річна Несрін, проводить увесь час за підручниками, готуючись до вступних іспитів до медичного коледжу, а молодша, 15-річна Суад, переживає непростий підлітковий період, соромлячись свого походження і того, що мати не знає французької мови. Незважаючи на усі сімейні труднощі, Фатіма готова працювати і вдень, і вночі, щоб забезпечити сім'ю…

## У ролях
| Соріа Зеруаль   | ···· | Фатіма           |
| Зіта Анро       | ···· | Несрін           |
| Кенза Ноа Айше  | ···· | Суад             |
| Шавкі Амарі     | ···· | батько           |
| Даліла Беншериф | ···· | Лейла            |
| Едіт Солньє     | ···· | Северін          |
| Корінна Дюшен   | ···· | власник квартири |

## Визнання
| Нагороди та номінації фільму «Фатіма» | Нагороди та номінації фільму «Фатіма» | Нагороди та номінації фільму «Фатіма» | Нагороди та номінації фільму «Фатіма» | Нагороди та номінації фільму «Фатіма» | Нагороди та номінації фільму «Фатіма» |
| Рік                                   | Кінофестиваль/кінопремія              | Категорія/нагорода                    | Номінант                              | Результат                             |                                       |
| ------------------------------------- | ------------------------------------- | ------------------------------------- | ------------------------------------- | ------------------------------------- | ------------------------------------- |
| 2015                                  | Приз Луї Деллюка                      | Найкращий фільм                       | Фатіма                                | Перемога                              |                                       |
| 2016                                  | Премія «Люм'єр»                       | Найкращий сценарій                    | Філіпп Фокон                          | Перемога                              |                                       |
| 2016                                  | Премія «Сезар»                        | Найкращий фільм                       | Фатіма                                | Перемога                              |                                       |
| 2016                                  | Премія «Сезар»                        | Найкраща акторка                      | Соріа Зеруаль                         | Номінація                             |                                       |
| 2016                                  | Премія «Сезар»                        | Найперспективніша акторка             | Зіта Анро                             | Перемога                              |                                       |
| 2016                                  | Премія «Сезар»                        | Найкращий адаптований сценарій        | Філіпп Фокон                          | Перемога                              |                                       |